# St. Anna (Horšovský Týn)

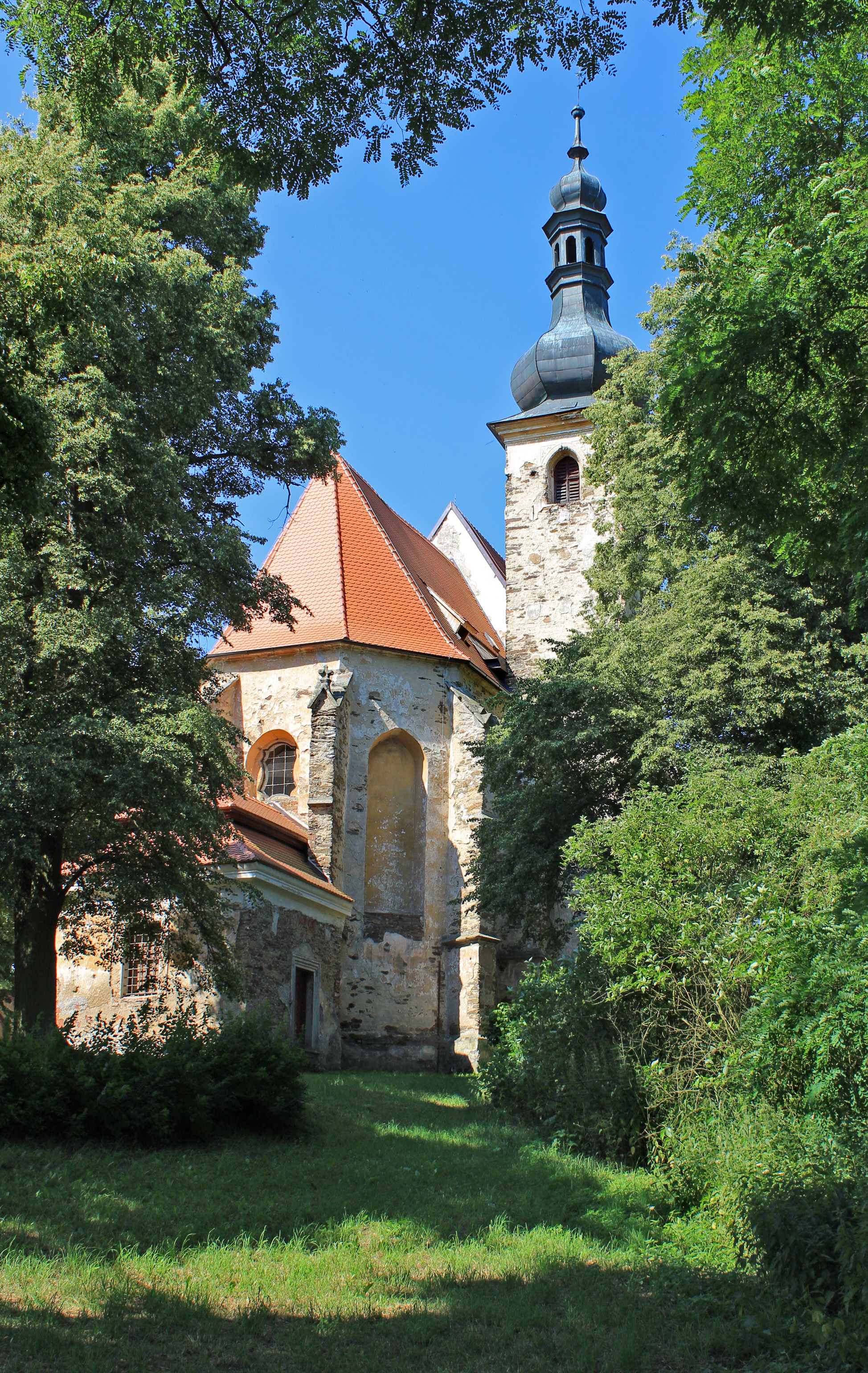
St. Anna in Bischofteinitz

Die Wallfahrtskirche St. Anna in Horšovský Týn (deutsch Bischofteinitz), einer tschechischen Stadt im westböhmischen Okres Domažlice, wurde 1507 errichtet. Die Kirche, die westlich von Bischofteinitz auf einem Hügel liegt, ist ein geschütztes Kulturdenkmal.

## Geschichte
Der Legende zufolge fand der Teinitzer Bürger Krecka eine hölzerne Statue der hl. Anna auf seinem Feld und trug sie nach Hause. Von dort soll sie aber immer wieder auf das Feld zurückgekehrt sein. Das wurde als Fingerzeig gedeutet, dass die Heilige an diesem Ort verehrt sein wolle.
Zunächst erbauten Teinitzer Bürger eine hölzerne Kapelle. Im Jahr 1507 wurde eine steinerne Kirche im Stil der Spätgotik erbaut, die am 5. April 1516 geweiht wurde. Gleichzeitig wurde eine geistliche Bruderschaft zu Ehren der hl. Anna gegründet.
Das Gnadenbild der heiligen Anna, der Schutzpatronin der Kirche, befand sich in einem Glaskästchen über dem Tabernakel. Zahlreiche Wallfahrten fanden zur Kirche statt. Das Hauptfest wurde am Sonntag nach dem 26. Juli gefeiert. 
Unter der Kirche wurde 1839 eine Gruft für die Mitglieder der fürstlichen Familie von Trauttmansdorff errichtet, in der auch drei Altäre standen.
An der Straße zur St. Anna-Kirche ließ die Gräfin Anna Maria von Trauttmansdorff im Jahr 1696 einen steinernen Kreuzweg errichten.